# Altpaläolithikum
| Übersicht Urgeschichte | Übersicht Urgeschichte | Übersicht Urgeschichte | Übersicht Urgeschichte |
| ---------------------- | ---------------------- | ---------------------- | ---------------------- |
| Holozän                | (➚ Frühgeschichte)     | (➚ Frühgeschichte)     | (➚ Frühgeschichte)     |
| Holozän                | Eisenzeit              |                        |                        |
| Holozän                | späte Bronzezeit       |                        |                        |
| Holozän                | mittlere Bronzezeit    |                        |                        |
| Holozän                | frühe Bronzezeit       |                        |                        |
| Holozän                | Bronzezeit             |                        |                        |
| Holozän                | Kupfersteinzeit        |                        |                        |
| Holozän                | Jungsteinzeit          |                        |                        |
| Holozän                | Mittelsteinzeit        |                        |                        |
| Pleistozän             | Jungpaläolithikum      |                        |                        |
| Pleistozän             | Mittelpaläolithikum    |                        |                        |
| Pleistozän             | Altpaläolithikum       |                        |                        |
| Pleistozän             | Altsteinzeit           |                        |                        |
| Pleistozän             | Steinzeit              |                        |                        |

Das Altpaläolithikum – von altgriechisch παλαιός palaios ‚alt‘ und λίθος (lithos) ‚Stein‘ – ist der früheste Abschnitt der Altsteinzeit und steht am Beginn der menschlichen Geschichte. Der Beginn des Altpaläolithikums wird regional mit dem frühesten Nachweis von geschlagenen Steinwerkzeugen als ersten Zeugnissen menschlicher Kultur definiert: in Afrika (Early Stone Age) vor etwa 2,5 Millionen Jahren, in Westasien vor 1,8 Millionen Jahren, im Nahen Osten vor etwa 1,6 Millionen Jahren und in Südeuropa vor mindestens 1,2 Millionen Jahren. In Mitteleuropa beginnt das Altpaläolithikum mit unumstrittenen Steinartefakten vor weniger als einer Million Jahren, zum Beispiel aus der Tongrube Mülheim-Kärlich oder Miesenheim in Rheinland-Pfalz.
Das Ende des Altpaläolithikums und der Beginn des Mittelpaläolithikums wird weltweit mit dem Übergang zur Levallois-Technik (einer neuen Steinbearbeitungstechnik) angesetzt und auf etwa 300.000 bis 200.000 Jahre vor heute datiert.

## Altpaläolithikum in Afrika
Den Beginn dieser Epoche markiert das erstmalige Auftreten einfacher Steinwerkzeuge der „Oldowan-Kultur“, benannt nach den ersten Funden in der ostafrikanischen Olduvai-Schlucht. Als Hersteller werden Homo rudolfensis, Homo habilis und Homo erectus in Betracht gezogen. Eine Herstellung durch Vertreter der Gattung Australopithecus kann jedoch nicht ausgeschlossen werden. Die älteste Verwendung von Steinwerkzeugen wird in umstrittenen Schnittspuren aus Dikika (Äthiopien) gesehen, die auf ein Alter von mehr als drei Millionen Jahre datiert und Australopithecus afarensis zugeschrieben werden.
Die Oldowan-Kultur („mode 1“) mit ihren Chopping Tools wurde in Afrika vor etwa 1,6 Millionen Jahren vom Acheuléen („mode 2“) abgelöst, das durch Faustkeile gekennzeichnet ist. Die ältesten Faustkeile werden auf 1,75 Millionen Jahre datiert.

## Altpaläolithikum in Europa
In Europa fallen die ältesten Steinartefakte frühestens in den Zeitbereich zwischen 1,7 und 1,3 Millionen Jahren. Im Jahre 2009 wurden Geröllgeräte und altpleistozäne Großsäugerknochen mit Schnittspuren publiziert, die nahe dem südfranzösischen Ort Lézignan-le-Cèbe im Tal des Hérault (zwischen Montpellier und Béziers) gefunden wurden. Bereits 2007 waren ähnlich alte Werkzeuge vom Fundplatz Pirro Nord (Apulien) vorgestellt worden. Unumstrittene menschliche Fossilreste und Werkzeuge gibt es jedoch erst aus der etwa 1,2 Millionen Jahre alten Sima del Elefante in der Sierra de Atapuerca.
In Europa sind die ersten gesicherten Faustkeile vor etwa 900.000 Jahren in Estrecho del Quípar (Fundplatz Cueva Negra del Estrecho del Río Quípar) im Südosten Spaniens belegt. Diese sind allerdings aus Kalkstein hergestellt worden und daher nicht unumstritten. Auf etwa 760.000 Jahre vor heute werden Faustkeile aus Feuerstein aus La Solana del Zamborino (ebenfalls Südostspanien) datiert. Der älteste Nachweis für das Altpaläolithikum in Nordwesteuropa stammt vom Fundplatz Boxgrove Quarry in Südengland. Die technisch hervorragend gearbeiteten Faustkeile wurden vor mehr als 500.000 Jahren hergestellt.